# Allocosa sefrana
Allocosa sefrana este o specie de păianjeni din genul Allocosa, familia Lycosidae. A fost descrisă pentru prima dată de Schenkel, 1937.
Este endemică în Algeria. Conform Catalogue of Life specia Allocosa sefrana nu are subspecii cunoscute.